# Réserve naturelle de Mabi-Yaya
La réserve naturelle de Mabi-Yaya, créée en 2019, est une aire protégée située dans la région de la Mé au sud-est de la Côte d'Ivoire précisément vers la ville d’Alépé et s’étend tout au long du fleuve Comoé sur une superficie de 61 282,559 ha,. Cette réserve est riche en biodiversité et joue un rôle important dans la conservation de nombreuses espèces endémiques et menacées.

## Histoire
En 2016, le sud-est de la Côte d'Ivoire, en particulier la région de la Mé, devient le site d'un projet pilote dénommé Redd+ de la Mé. Ce projet initié par l'État ivoirien en collaboration avec l'organisation non gouvernementale, Nitidae et la Fondation pour les parcs et réserves de Côte d’Ivoire, a pour objectif de réduire les émissions de gaz à effet de serre causées par la déforestation dans cette région. La Mé abrite, en effet, certaines des rares forêts restantes en Côte d'Ivoire, qui sont soumises à de fortes pressions en raison du développement des cultures de rente telles que le café et le cacao.
Le 30 octobre 2019, le gouvernement adopte un décret de création de la réserve naturelle de Mabi-Yaya avec une superficie de 61 282,559 ha,. La réserve est née de la fusion de deux anciennes forets classée celle de Mabi qui s'étend sur 59 614 ha et celle de Yaya avec une superficie de 23 873 ha,.
La réserve naturelle de Mabi-Yaya est créée dans le but de préserver la biodiversité unique de la région, la protection des espèces menacées, la conservation des habitats naturels et la recherche scientifique. Elle est gérée par l'Office ivoirien des parcs et réserves sous tutelle du ministère ivoirien chargé de l'environnement.

## Description
La réserve naturelle de Mabi-Yaya a un climat Attiéen subéquatorial caractérisé par une grande saison des pluies, une grande saison sèche  avec une petite saison des pluies. La température moyenne annuelle est d'environ 26,5°C. Au nord de la réserve, on rencontre des plateaux de faible altitude, tandis que le sud de la réserve se caractérise par un relief un peu plus varié avec de petits bas-fonds,.
La réserve est parcourue par des affluents du fleuve Comoé ainsi que par des cours d'eau dont la rivière Mabi, qui traverse la réserve au nord-ouest, la rivière Kossan, située au sud-ouest, et le fleuve Comoé, qui longe la réserve à l'est.

### Faune et flore
La réserve naturelle de Mabi-Yaya est riche en biodiversité et très varié en termes de faune. On trouve dans la réserve, environ 247 espèces d'oiseaux, 52 espèces de mammifères, 19 espèces d'amphibiens et 4 espèces de reptiles. La faune aviaire se compose entre autres le Calao longibande(Tockus semifasciatus), le Touraco à gros bec (Touraco macrorhychus) et le Pigeon gris (Columba unicincta). On trouve également des Chimpanzés ou le Cercopithèque Roloway et des espèces en danger d'extinction comme le Chimpanzé d'Afrique de l'ouest, le Pan troglodytes verus et la grenouille Phrynobatrachus annulatus.
La végétation de la région est dominée par une forêt dense humide sempervirente, composée principalement d'espèces ligneuses et des lianes comme Dichapetalum toxicarium et Eremospatha macrocarpa. Dans les zones hydromorphes, d'autres formations végétales sont présents, notamment une forêt marécageuse composée de Mitragyna ledermannii et de Symphonia globulifera dans les bas-fonds, ainsi que la forêt à palmier Raphia. Les forêts ripicoles bordent les berges des cours d'eau permanents.
Une étude en 2021 a permis de mettre en évidence les variations de flore de la zone de l'ancienne forêt classée de Mabi. L'étude révèle la présence de 367 espèces réparties en 267 genres et 79 familles. Les familles les plus représentées sont les Fabaceae, Rubiaceae, Euphorbiaceae, Apocynaceae, Annonaceae, Poaceae et Compositae. Parmi ces espèces, 33 sont reconnues comme endémiques du bloc forestier d'Afrique de l'Ouest.